# Hongkongia novia
Espèce
Hongkongia novia est une espèce d'araignées aranéomorphes de la famille des Gnaphosidae.

## Distribution
Cette espèce est endémique du Kerala en Inde,. Elle se rencontre dans le district de Thiruvananthapuram vers Ponmudi.

## Description
Le mâle holotype mesure 4,01 mm.

## Systématique et taxinomie
Cette espèce a été décrite par Sankaran et Tripathi en 2023.

## Publication originale
- Sankaran & Tripathi, 2023 : « First record of the genus Hongkongia Song & Zhu, 1998 from India, with the description of a new species (Araneae, Gnaphosidae). » Zootaxa, no 5389(4), p. 497-500.